# 初音夢
初音夢（日语：／，3月25日—），現寶塚歌劇團花組娘役，暱稱 ，大阪府豐中市人，畢業於關西学院中學部，身高158公分。

## 簡介
- 2019年，畢業於寶塚音樂學校，進入寶塚歌劇團，105期生[1][2]。同期生有星空美咲(現花組主演娘役)、稀惺かずと(現星組男役)、七城雅(現月組男役)、泉堂成(現宙組男役)、詩ちづる(現星組主演娘役)、音彩唯(現雪組娘役)、山吹ひばり(現宙組娘役)[1][2]。初次登台表演是宙組公演『オーシャンズ11（瞞天過海)』[1][2][3][4][5][6]，之後被分到花組[1][2]。
- 2024年，第一次擔任新人公演女主角，劇目是『エンジェリックライ(天使的謊言)』[7][8][9]。

## 寶塚歌劇團時期

### 初舞台
- 2019年4-5月 寶塚大劇場 『オーシャンズ11（瞞天過海)』[10]

### 花組時期
- 2019年8-11月 『A Fairy Tale -青い薔薇の精-(A Fairy Tale －藍玫瑰精靈－)』『シャルム!Charme!』[11]
- 2020年7-11月 『はいからさんが通る(窈窕淑女，改編大和和紀原作漫畫)』[12]
- 2021年1-2月 東京国際フォーラム(東京國際論壇Playhouse)、梅田藝術劇場 『NICE WORK IF YOU CAN GET IT(如果你能得到好的工作，改編百老匯同名音樂劇)』飾演:ジュディ(茱蒂)[13]
- 2021年4-7月 『アウグストゥス-尊厳ある者-(奧古斯都－神聖至尊－)』『Cool Beast!!』[14]
- 2021年8-9月 『哀しみのコルドバ(哀傷的歌多華)』『Cool Beast!!』[15]※全國巡迴公演
- 2021年11-12月 寶塚大劇場『元禄バロックロック(元祿巴洛克搖滾)』新人公演 飾演:サツキ(杜鵑)(正式公演:咲乃深音)『The Fascination（ザ ファシネイション）!(魅力)』[16]
- 2022年1-2月 東京寶塚劇場 『元禄バロックロック(元祿巴洛克搖滾)』『The Fascination（ザ ファシネイション）!(魅力)』[16]
- 2022年3-4月 梅田藝術劇場、東京建物Brillia HALL『冬霞（ふゆがすみ）の巴里(冬日煙霞中的巴黎)』飾演:オクターヴ[17]
- 2022年6-9月 『巡礼の年〜リスト・フェレンツ、魂の彷徨〜(巡禮之年～李斯特・弗朗茨，徘徊的靈魂～)』『Fashionable Empire(時尚帝國)』[18]
- 2022年10月 寶塚Bow Hall 『殉情（じゅんじょう）(殉情，改編谷崎潤一郎原作小說「春琴抄」)』飾演:およし[19]
- 2023年1月 寶塚大劇場『うたかたの恋(梅耶林/泡沫之戀，改編自Claude Anet原作小說「Mayerling」)』『ENCHANTEMENT（アンシャントマン）-華麗なる香水（パルファン）-(ENCHANTEMENT-華麗的香水)』[20]
- 2023年2-3月 東京寶塚劇場『うたかたの恋(梅耶林/泡沫之戀，改編自Claude Anet原作小說「Mayerling」)』新人公演 飾演:ソフィー・ホテック(蘇菲‧霍特克)美羽愛）『ENCHANTEMENT（アンシャントマン）-華麗なる香水（パルファン）-(ENCHANTEMENT-華麗的香水)』[20]
- 2023年4-5月 梅田藝術劇場、東京建物Brillia HALL『二人だけの戦場(只有兩個人的戰場)』飾演:ラチニナ(拉里莎)[21]
- 2023年7-10月 『鴛鴦歌合戦（おしどりうたがっせん）(鴛鴦歌合戰)』 新人公演 飾演:八重(正式公演:八兵衛 帆純まひろ飾演)『GRAND MIRAGE!』[22]
- 2023年11-12月 昭和女子大學人見記念講堂、神戶國際會館 『BE SHINING!!』[23]※柚香光個人演唱會
- 2024年2-3月 寶塚大劇場 『アルカンシェル(Arc-en-ciel～巴黎上空的彩虹～)』[24][25]※寶塚大劇場新人公演取消
- 2024年4-5月 東京寶塚劇場 『アルカンシェル(Arc-en-ciel～巴黎上空的彩虹～)』新人公演 飾演:ジャンヌ(珍妮)(正式公演:朝葉ことの)[25]
- 2024年7-8月 日本青年館、梅田藝術劇場 『Liefie（リーフィー）-愛しい人-(Liefie-我親愛的-)』飾演:ヤン(簡)[26][27]
- 2024年9月-2025年1月『エンジェリックライ(天使的謊言)』飾演:ファルファッラ(法法拉) 新人公演 飾演:エレナ(艾琳娜)(正式公演:星空美咲)『Jubilee（ジュビリー）(禧年)』[7][8][9][28]＊第一次擔任新人公演女主角
- 2025年3-4月 寶塚Bow Hall 『儚き星の照らす海の果てに(照耀大海盡頭的流星)』飾演:ルーシー・エヴァリー(露西・埃弗利)[29]
- 2025年6-9月 『悪魔城ドラキュラ(Castlevania 惡魔城～月下覺醒～，改編電玩遊戲恶魔城系列)』飾演:リディ・ベルジェ(莉迪・伯格) 新人公演 飾演:半妖精(正式公演:彩葉ゆめ)/魔物女(女惡魔)『愛, Love Revue！』[30]
- 2025年11-12月 梅田藝術劇場、日本青年館『DEAN(迪恩)』

## 外部連結
- 寶塚官網初音夢簡介（页面存档备份，存于）